# Аравијер
Аравијер (фр. Haravilliers) је насељено место у Француској у региону Париски регион, у департману Долина Оазе.
По подацима из 2011. године у општини је живело 548 становника, а густина насељености је износила 50,28 становника/km².

## Демографија
| 1962. | 1968. | 1975. | 1982. | 1990. | 2011. |
| ----- | ----- | ----- | ----- | ----- | ----- |
| 229   | 214   | 270   | 348   | 414   | 548   |